# Piotr Kielan
Piotr Tadeusz Kielan (ur. 9 września 1960 w Jeleniej Górze) – polski malarz specjalizujący się w rysunku oraz fotografii, rektor Akademii Sztuk Pięknych im. Eugeniusza Gepperta we Wrocławiu w kadencjach 2012–2016 i 2016–2020.

## Życiorys
W 1980 rozpoczął studia na Wydziale Malarstwa, Grafiki i Rzeźby Państwowej Wyższej Szkoły Sztuk Pięknych we Wrocławiu, które ukończył 1985. Uzyskał dyplom z malarstwa sztalugowego i malarstwa w architekturze i urbanistyce w pracowni Konrada Jarodzkiego oraz Mieczysława Zdanowicza. W tym samym roku przyjął stanowisko asystenta w Pracowni Malarstwa i Rysunku Andrzeja Klimczaka-Dobrzanieckiego. W 1995 uzyskał kwalifikacje pierwszego stopnia z malarstwa. Zajął się prowadzeniem zajęć z malarstwa i rysunku na swojej uczelni. Od 1999 do 2005 zajmował stanowisko kierownika Katedry Malarstwa. Następnie do 2012 był prorektorem ds. artystyczno-badawczo-naukowych wrocławskiej ASP. W 2012 został wybrany na rektora tej uczelni (pełnił tę funkcję przez dwie kadencje do 2020). W 2014 otrzymał tytuł naukowy profesora sztuk plastycznych.

## Odznaczenia i wyróżnienia
- Krzyż Kawalerski Orderu Odrodzenia Polski (2014)[3]
- Srebrny Medal „Zasłużony Kulturze Gloria Artis” (2020)[4]
- Nagroda Ministra Kultury i Dziedzictwa Narodowego za osiągnięcia organizacyjne (2020)[4]
- Odznaka honorowa „Zasłużony dla Kultury Polskiej” (2011)[1]
- Złota Odznaka Honorowa Zasłużony dla Województwa Dolnośląskiego (2024)[5]
- Nagrody rektora ASP: 2. stopnia (1992, 1999), 1. stopnia (2004)[1]
- Medal 50-lecia ASP (1996)[1]